# Gar Tongtsen Yulsung
Gar Tongtsen Yulsung (chữ Tạng: མགར་སྟོང་བཙན་ཡུལ་སྲུང༌།; Wylie: mgar stong btsan yul srung, chữ Hán: 东赞域松, Hán Việt: Đông Tán Vực Tùng; 590-667), còn gọi Lộc Đông Tán (chữ Hán: 祿東贊, bính âm: Lù Dōngzàn), Luận Đông Tán (chữ Hán: 論東贊, bính âm: Lùn Dōngzàn) là nhà chính trị, nhà quân sự cùng nhà ngoại giao của Đế quốc Tây Tạng thời kỳ đầu. Gar Tongtsen xuất thân từ gia tộc Gar, là trọng thần quan trọng nhất dưới triều Songtsän Gampo và Mangsong Mangtsen.

Ngài cũng là một trong những kiếp tái sinh của Garchen Rinpoche, theo dòng hóa hiện tuần tự. Ngài đã hộ tống con gái của Vua Trung Hoa Đường Thái Tông đến Tây Tạng để trở thành hoàng hậu: vợ của Vua Songtsen Gampo. Thượng thư Gar Tongtsen và công chúa Trung Hoa đã đem theo một chiếc Kinh Luân đặc biệt chính là Kinh Luân Gyanagma. Thượng thư Gar đã giữ gìn chiếc Kinh Luân này. Thấy trước các sự kiện tương lai, Ngài đã chôn giấu nó tại Sha’ug Tago và niêm phong bằng lời cầu nguyện rằng Ngài sẽ phát lộ lại trong tương lai. Sau đó, Đức Gar Chodingpa đã phát lộ Kinh Luân này và đặt nó trong một ngôi chùa ở Pumu Phulung, phía dưới Đá Kim Cương. Bởi Kinh Luân được đặt ở đó, Tu viện Phulung đã được thành lập tại đó. Ngài như thế đã giữ gìn sự an lành của chúng sinh với tám hóa hiện tại nơi đó. 

Hiện tại Tôn Tượng Bụt Thích Ca Mâu Ni trong hóa hiện Báo Thân Jowo Rinpoche vẫn đang ngự tại Chùa Jokhang, còn Kinh Luân Gyanagma thì ngự tại Tổ đình Gargon.

## Gia đình
Gar Tongtsen Yulsung có năm con trai, đều trở thành đại tướng của Tây Tạng:
1. Gar Tsenye Dompu (Wylie: mgar btsan snya ldom pu, Hán Việt: Tán Tất Nhược)
2. Gar Trinring Tsendro (Wylie: mgar khri 'bring brtan brod), Hán Việt: Luận Khâm Lăng/Khởi Chính)
3. Gar Tsenba (Wylie: mgar btsan-ba, Hán Việt: Luận Tán Bà)
4. Gar Tagu Risum (Wylie: mgar sta gu ri sum, Hán Việt: Tất Đa Vu)
5. Gar Tsenyen Gungton (Wylie: mgar btsan nyan gung rton, Hán Việt: Luận Tán Nhận)